# قره اوغلان
قره اوغلان
صقر الصحراء في النسخة العربية
هو اسم شخصية شريط مرسوم من تاليف ورسم التركي سعد يلاز
و هو كذلك اسم مجلة روايات مرسومة باللغة التركية لبطل بنفس الاسم.
أول ما ظهر شخص فره اوغلان ظهر في الجريدة التركية اليومية آكشام في 1963 ولو ان هذه الشخصية برزت ملامحها في رواية قيزيل طوغ لعبد الله ضياء قوزان اوغلو في 1959
تغير اسم الشخصية واسم المجلة إلى «كبير Kébir» بعد انتقال سعد يلاز إلى فرنسا في السبيعينيات
قامت وزارة الثقافة العراقية بترجمة بعض اعداد هذه المجلة إلى العربية بعنوان «صقر الصحراء».
كما تمت محاولات أخرى لترجمتها إلى الإنجليزية والروسية.
قره أوغلان هو كذلك لقب بولنت أجاويد أي الفتى الأسمر وأطلقته عليه إحدى النساء أثناء الحملة الانتخابية عام 1973 .